# فاليري بيدو
فاليري بيدو (بالإنجليزية: Valerie Beddoe) هي غطاسة أسترالية، ولدت في 15 أكتوبر 1960.

## وصلات خارجية
- فاليري بيدو على موقع الاتحاد الدولي للسباحة (الإنجليزية)
- فاليري بيدو على موقع اللجنة الأولمبية الدولية (الإنجليزية)
- فاليري بيدو على موقع أوليمبيديا (الإنجليزية)
- فاليري بيدو على موقع اللجنة الأولمبية الأسترالية (الإنجليزية)
- فاليري بيدو على موقع اتحاد ألعاب الكومنولث (مؤرشف) (الإنجليزية)
- فاليري بيدو على موقع اتحاد ألعاب الكومنولث (مؤرشف) (الإنجليزية)